# اشغال رومانی توسط شوروی

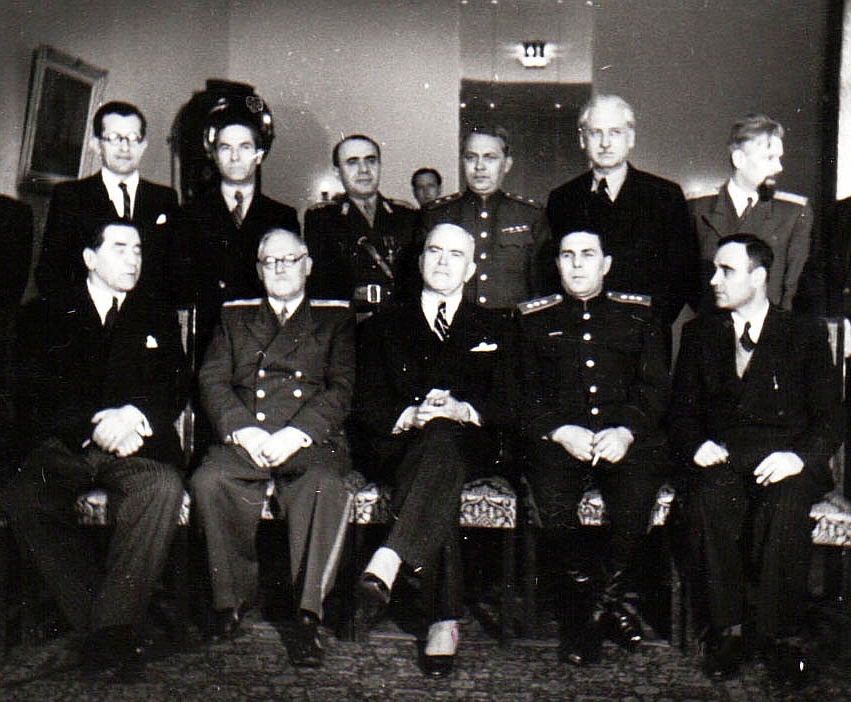
Gheorghiu-Dej (نشسته، اول از راست)، Petru Groza (نشسته در مرکز)، Gh. تاتارسکو (نشسته، اول از سمت چپ) با ژنرال های شوروی وینوگرادوف و لوسایکوف در بازدید از هیئت نمایندگی شوروی در بخارست، در هنگام بازگشت ترانسیلوانیا شمالی به رومانی. شخصیت های دیگر عبارتند از ژنرال Vasiliu Răşcanu، Anton Alexandrescu، Petre Constantinescu-Iaşi، پروفسور Gheorghe Nicolau، Pavlov Bogdenko، Andrey Vyshinsnsky (باعینک، بین گروزا و تاتارسکو). (11 مارس 1945).

اشغال رومانی توسط شوروی (انگلیسی: Soviet occupation of Romania) اشاره دارد به از سال ۱۹۴۴ تا اوت ۱۹۵۸، که در طی آن اتحاد جماهیر شوروی سوسیالیستی حضور نظامی قابل توجهی در رومانی داشت. سرنوشت سرزمین‌هایی که پس از سال ۱۹۱۸ در اختیار رومانی قرار گرفت و در سال ۱۹۴۰ به اتحاد جماهیر شوروی پیوستند، در مقاله اشغال بیسارابیا و بوکوفینای شمالی توسط شوروی به‌طور جداگانه بررسی شده‌است.